# Hans Tilkowski
 (janvier 2020).
Si vous disposez d'ouvrages ou d'articles de référence ou si vous connaissez des sites web de qualité traitant du thème abordé ici, merci de compléter l'article en donnant les références utiles à sa vérifiabilité et en les liant à la section « Notes et références ».
Hans Tilkowski, né le 12 juillet 1935 à Dortmund (Rhénanie-du-Nord-Westphalie) et mort le 5 janvier 2020, est un gardien international allemand de football. 
Vainqueur de la Coupe des coupes en 1966 avec le Borussia Dortmund, il fut notamment célèbre pour avoir été le gardien de l'équipe d'Allemagne de l'Ouest, finaliste de la coupe du monde de 1966 à Wembley, encaissant le célèbre et contesté « but de la 100e minute » qui permit la victoire anglaise.

## Biographie
Né à Husen, l'un des quartiers de la ville de Dortmund, Hans Tilkowski fait ses débuts en 1946, au sein du SV Husen 19. Issu d'une famille de mineurs, il rejoint en 1949, l'une des équipes du quartier, le SuS Kaiserau avec laquelle il débute dans les Ligues régionales en 1953. En 1955, il signe au Westfalia Herne qui dispute l'Oberliga Ouest qui est la plus haute division régionale de l'époque. Considéré comme l'un des meilleurs gardien du pays, il honore sa première sélection avec l'équipe d'Allemagne de football le 3 avril 1957, en battant les Pays-Bas, 2-1. Habituel titulaire en équipe nationale, il n'est cependant pas titularisé à ce poste à la coupe du monde de 1962. Le sélectionneur national Sepp Herberger choisit d'aligner le jeune Wolfgang Fahrian, 21 ans, qui n'a connu sa première sélection que quelques semaines avant le début du Tournoi. Tilkowski se brouille avec Herberger et il faudra attendre deux ans avant que Tilkowski ne revienne en équipe nationale, le 12 mai 1964, lors d'un match amical contre l'Écosse. 
Lors de la création de la Bundesliga en 1963, il rejoint l'un des grands clubs de la région qui a été choisi pour participer à cette compétition: le Borussia Dortmund. C'est sous les couleurs des jaunes et noirs qu'il remporte son premier titre: la Coupe d'Allemagne en 1965. La même saison, ses performances sur le terrain lui valent d'être nommé Footballeur allemand de l'année, une première pour un joueur évoluant au poste de gardien de but. La saison suivante, il remporte la Coupe des coupes avec le Borussia Dortmund en battant le FC Liverpool, 2-1. Il s'agit de la première victoire d'un club allemand en coupe européenne. Quelques semaines plus tard, il est retenu pour disputer la coupe du monde de 1966  en qualité de titulaire, cette fois. Lors de la finale contre l'Angleterre, alors que le score est toujours de 2-2 à la 101ème minute de la prolongation, Geoff Hurst inscrit un but controversé : sa frappe heurte la transversale de Tilkowski, rebondit au sol et ressort des cages. L'arbitre valide le but, bien que pour les Allemands, le ballon ne soit pas rentré dans la zone de but. 
En 1967, Tilkowski signe en faveur de l'Eintracht Francfort, club pour lequel il joue deux saisons avant de prendre sa retraite à l'âge de 33 ans.
Il meurt le 5 janvier 2020.

## Palmarès
- Vainqueur de la Coupe des coupes en 1966 avec le Borussia Dortmund.
- Vainqueur de la Coupe d'Allemagne en 1965 avec le Borussia Dortmund.
- Footballeur allemand de l'année en 1965 (premier gardien de but allemand à l'être).
- Détient le record d'invincibilité au Borussia Dortmund avec 548 minutes sans prendre de but.
- Finaliste de la Coupe du monde de 1966 avec l'Allemagne de l'Ouest.
- 39 sélections (44 buts encaissés) avec l'équipe d'Allemagne entre 1957 et 1967.